# Josef Jacobs
Josef Carl Peter Jacobs (Kreuzkapelle, 15 maggio 1894 – Monaco di Baviera, 29 luglio 1978) è stato un militare e aviatore tedesco, che fu un asso dell'aviazione durante la prima guerra mondiale con 48 vittorie accertate. Decorato con la Croce di Cavaliere dell'Ordine Pour le Mérite. Nel 1936 creò la società di riparazione e produzione di aeromobili Reparaturwerk Erfurt Josef Jacobs a Erfurt.

## Biografia
Nacque a Kreuzkapelle, (Renania Settentrionale-Vestfalia), allora parte dell'Impero tedesco il 15 maggio 1894, ed imparò a volare nel corso del 1912, all'età di 18 anni. Mentre frequentava le scuole a Bonn rimase affascinato dal mondo dell'aviazione, e decise di frequentare la vicina scuola di volo di Hangelar, brevettandosi come pilota sotto la direzione di Bruno Werntgen. Dopo lo scoppio della prima guerra mondiale entrò nella Luftstreitkräfte completando la formazione come pilota militare presso la Fliegerersatz-Abteilung 9.

### Gli anni 1915–16
Il 3 luglio 1915 entrò in servizio presso la squadriglia da ricognizione FA 11, rimanendovi per circa un anno, ed effettuando missioni a lungo raggio sulle linee alleate. Conseguì la sua prima vittoria aerea, a spese di un Caudron dell'Aéronautique Militaire francese, nel febbraio 1916, ma essa non gli fu confermata per mancanza di testimoni. Nel mese di aprile fu trasferito presso la Fokkerstaffel-West equipaggiata con aerei Fokker E.III Eindecker, ottenendo la sua prima vittoria accertata il 12 maggio, quando abbatte un biposto Caudron, con a bordo solo il pilota. Alla fine del mese di luglio la sua unità fu ritirata dalla prima linea, e posta a difesa del Quartier generale di Charleville-Mézières.
Il reparto ritornò in prima linea il 1 settembre riprendendo a volare sui Fokker E.III in attesa della consegna al reparto dei più moderni Fokker D.II, che arrivarono il giorno 19. Il suo amico Max Ritter von Mulzer morì in un incidente una settimana più tardi, e il giorno 29 egli contrasse la dissenteria che lo tenne lontano dall'attività di volo per diverse settimane. La Fokkerstaffel-West fu rinominata Jasta 12 il 6 ottobre 1916, e un mese dopo egli fu trasferito alla Jasta 22, il cui comandante, l'Oberleutnant Erich Hönemanns, era un amico personale.

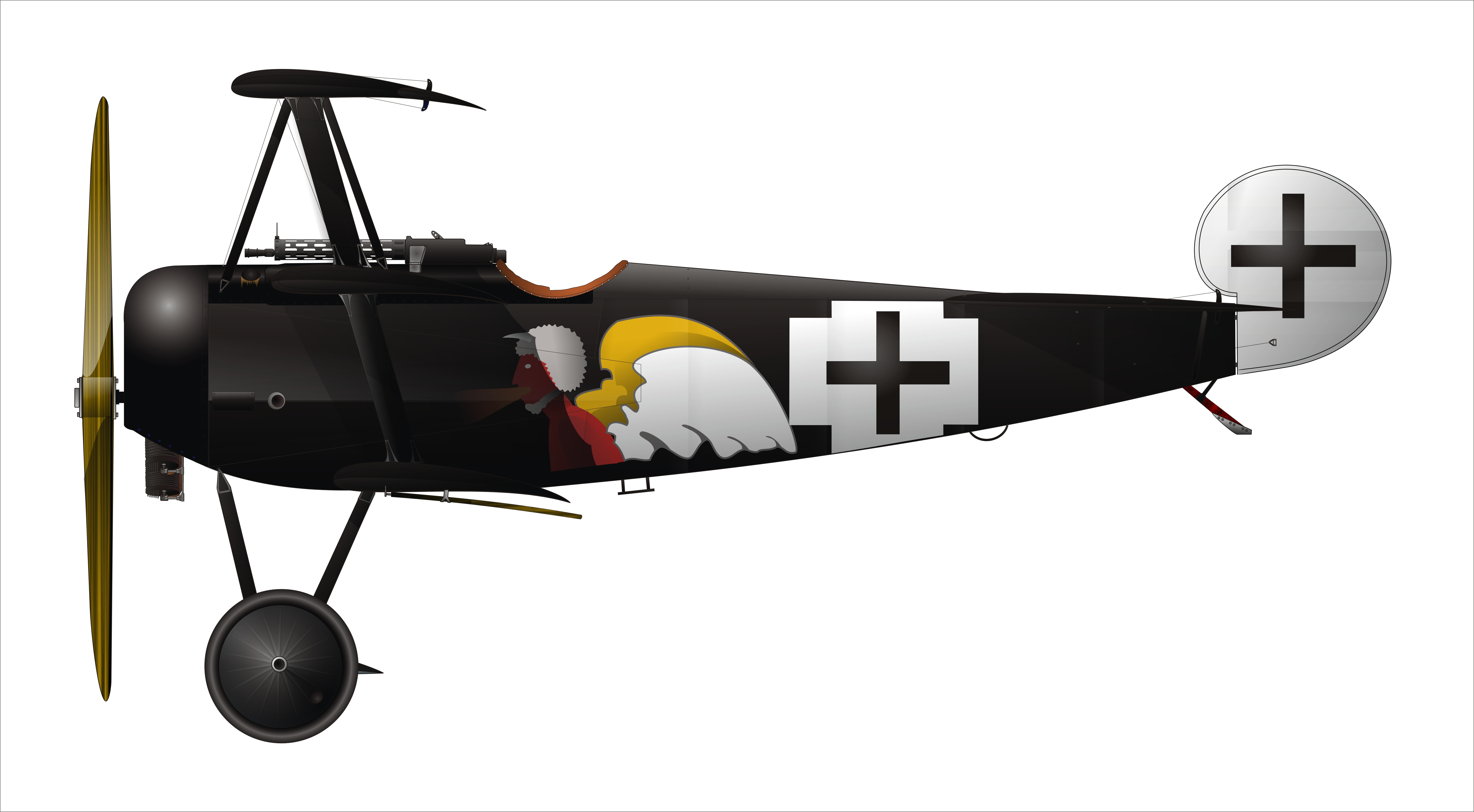
Il Fokker Dr.I del Leutnant Joseph Jacobs

Arrivato al nuovo reparto conseguì la sua seconda vittoria, un Caudron R IV canadese, nel gennaio 1917, cui seguirono altre tre vittorie ufficiali e otto non confermate. Rimase in forza alla Jasta 22 fino al 2 agosto quando fu trasferito, in qualità di comandante (Staffelführer), alla Jasta 7.
A partire dai primi mesi del 1918 il reparto iniziò a volare sui nuovi triplani Fokker Dr.I, ed egli adottò per il suo aereo uno schema nero. Sfruttando la grande maneggevolezza del nuovo Dr.I conseguì oltre 30 vittorie aeree confermate entro il mese di ottobre, e ciò lo fece diventare il maggior asso dell'aereo triplano. Al raggiungimento della ventiquattresima vittoria, il 19 luglio 1918, venne decorato con la Croce di Cavaliere dell'Ordine Pour le Mérite, la più alta decorazione militare tedesca. Rimase in servizio presso la Jasta 7 fino all'armistizio del novembre 1918, conseguendo un totale di 48 vittorie aeree.

### Tra le due guerre mondiali
Dopo la fine della guerra, nel gennaio 1919, l'asso Gotthard Sachsenberg formò una unità aerea, denominata Kampfgeschwader "Sachsenberg", composta da 700 tra piloti e specialisti, tra di essi molti assi della prima guerra mondiale tra cui lui e Theodor Osterkamp. Basata a Riga, (Lituania), l'unità opero in supporto ai Freikorps che contrastavano le forze sovietiche del Baltico lungo i confini di Germania, Lituania, Lettonia, Estonia, e Finlandia. Oltre ad esercitare la superiorità aerea sulle forze avversarie, furono soprattutto eseguite missioni di attacco al suolo per conto dei Freikorps. 
Dopo la fine delle ostilità contro i sovietici, per un breve periodo fu istruttore di volo presso l'aviazione turca, abbandonando subito dopo ogni attività militare, Appassionato di bob e corse automobilistiche, prese parte a numerose gare, nel 1922 fu vincitore di una gara organizzata sul circuito dell'AVUS di Berlino. Nel 1930 divenne direttore della casa automobilistica Adler di Francoforte, e il 21 febbraio 1936 creò una propria società di riparazione e produzione di aeromobili, la Reparaturwerk Erfurt Josef Jacobs a Erfurt, ridenominata Reparaturwerk Erfurt GmbH nel 1937. 
Con l'avvento al potere del partito nazionalsocialista fu nominato maggiore della riserva della neocostituita Luftwaffe, ma si rifiutò di aderire al partito nonostante la richiesta personale rivoltagli dal Reichsluftfahrtminister Hermann Göring. Rifiutatosi di far entrare Göring come socio della sua azienda, nell'ottobre 1940 fu sostituito alla testa dell'azienda all'ingegner Albert Kalkert, proveniente dalla Gotha Wagonfabbrik. Rifugiatosi in Olanda si diede alla macchia, aiutato in questo dal suo vecchio amico Friedrich Christiansen che era stato nominato governatore militare dei Paesi Bassi.
Dopo la fine della seconda guerra mondiale ritornò in Baviera, dedicandosi alla costruzione di gru industriali, e divenendo presidente della società di bob tedesca. Si spense a Monaco di Baviera il 29 luglio 1978, ultimo aviatore vivente della prima guerra mondiale insignito dell'Ordine Pour le Mérite.

### Annotazioni
1. ↑  Effettuò il suo primo volo di ricognizione la sera del suo arrivo al reparto.
2. ↑  Secondo alcune fonti il 10 settembre 1917 abbatte in un combattimento l'asso francese Jean Matton.
3. ↑  Tale unità aerea era equipaggiata con velivoli Junkers dei tipi J 9 (30 macchine), J 10 (15 velivoli) e Rumpler C.IV.
4. ↑  In appoggio al movimento indipendentista lettone di Kārlis Ulmanis.

### Fonti
1. 1 2  Leach 2014, p. 84.
2. 1 2 3 4 5 6 7  Franks, Bailey, Guest 1993, pp. 135-136.
3. 1 2  VanWyngarden 2007, pp. 54-55.
4. 1 2 3 4 5  Leach 2014, p. 85.
5. ↑  VanWyngarden 2007, pp. 82-83.
6. ↑  VanWyngarden 2007, p. 83.
7. 1 2 3 4  Leach 2014, p. 86.
8. 1 2  Franks, VanWyngarden, Holmes 2004, p. 20.